# Ghiacciaio Edge
Il ghiacciaio Edge (in lingua inglese: Edge Glacier) è un piccolo ghiacciaio dalle pareti verticali come una scogliera, che fluisce in direzione nord nella Davis Valley, nel settore nordorientale del Dufek Massif nei Monti Pensacola, in Antartide.

## Storia
Il ghiacciaio è stato mappato dall'United States Geological Survey (USGS) sulla base di rilevazioni e foto aeree scattate dalla U.S. Navy nel periodo 1956-66.
La denominazione stata assegnata dall'Advisory Committee on Antarctic Names (US-ACAN) in onore di Joseph L. Edge, fotografo della squadriglia VX-6 della U.S. Navy nell'Operazione Deep Freeze del 1963 e 1964.